# Plerguer
Plerguer (en bretó Plergar) és un municipi francès, situat a la regió de Bretanya, al departament d'Ille i Vilaine. L'any 2006 tenia 2.125 habitants.

## Demografia
| 1962                                       | 1968  | 1975  | 1982  | 1990  | 1999  |
| ------------------------------------------ | ----- | ----- | ----- | ----- | ----- |
| 1.523                                      | 1.552 | 1.682 | 1.749 | 1.853 | 1.772 |
| Des de 1962: població sense dobles comptes |       |       |       |       |       |

## Administració
| Període   | Identitat           | Partit |
| --------- | ------------------- | ------ |
| 1995-2001 | René Tiercelin      |        |
| 2001-2008 | Maryvonne Caillauld |        |
| 2008-     | Henri Ruellan       |        |